# Barebuka
Barebuka ist ein Ort im südlichen Teil des pazifischen Archipels der Gilbertinseln nahe dem Äquator im Staat Kiribati. 2020 wurden 273 Einwohner gezählt.

## Geographie
Der Ort liegt im Nordwesten der Insel Tamana. Es ist die nördlichste der drei Siedlungen auf der Insel, die allesamt an der Westküste liegen. Im Ort gibt es das Barebuka Maneaba, ein traditionelles Versammlungshaus. Nördlich des Ortes liegt der Flugplatz Tamana.

## Klima
Das Klima ist tropisch heiß, wird jedoch von ständig wehenden Winden gemäßigt. Ebenso wie die anderen Orte der südlichen Gilbertinseln wird Barebuka gelegentlich von Zyklonen heimgesucht.